# Melanoblossidae
Melanoblossidae vormen een familie van spinachtigen die behoren tot de orde rolspinnen (Solifugae).

## Naam en indeling
De wetenschappelijke naam van de groep werd voor het eerst voorgesteld door Carl Friedrich Roewer in 1933. De familie wordt vertegenwoordigd door 16 soorten in zes geslachten. Onderstaand een lijst van de geslachten volgens Solifuges of the World.
- Geslacht Daesiella
- Geslacht Dinorhax
- Geslacht Lawrencega
- Geslacht Melanoblossia
- Geslacht Microblossia
- Geslacht Unguiblossia

## Verspreidingsgebied
De vertegenwoordigers van de familie komen voor in delen van zuidelijk Afrika en zuidoostelijk Azië.